# Дженсен, Мерфи
Мерфи Дженсен (англ. Murphy Jensen; род. 30 октября 1968, Ладингтон, Мичиган) — американский теннисист, теннисный тренер и спортивный журналист, специалист по игре в парах. Победитель Открытого чемпионата Франции (1993) в мужском парном разряде (с братом Люком), в общей сложности победитель четырёх турниров ATP в парном разряде, победитель юношеского турнира Orange Bowl в возрастных категориях до 16 и 18 лет в парном разряде. Как тренер — шестикратный чемпион и трёхкратный тренер года лиги World TeamTennis с клубом «Вашингтон Каслс».

## Игровая карьера
Мерфи Дженсен вырос в семье любителей тенниса. Его отец Говард, бывший игрок НФЛ, преподавал теннис в старших классах. В профессиональных теннисных турах играли и его старший брат Люк, и младшие сёстры-близнецы Ребекка и Рэйчел. Вслед за Люком Мерфи стал одним из лидеров юношеского тенниса в США, завоевав в общей сложности 10 титулов чемпиона страны в разных возрастных категориях в паре с Элом Паркером и с ним же выиграл престижный юношеский турнир Orange Bowl сначала в возрастной категории до 16 лет (1985), а затем до 18 (1987).
Также вслед за старшим братом Мерфи поступил в Университет Южной Калифорнии. На протяжении двух лет (в 1998 и 1999 годах) он представлял сборную этого вуза в студенческих соревнованиях. Затем Мерфи на один год перешёл в Университет Джорджии и, выступая за его команду, был избран в символическую сборную Северной Америки в парном разряде, после чего в 1991 году начал профессиональную теннисную карьеру.
В августе 1991 года в Салоу (Испания) Мерфи Дженсен завоевал свой первый титул в турнирах класса ATP Challenger в паре с Франсиско Монтаной, а в конце следующего года дошёл с Брайаном Дивнингом до полуфинала турнира основного тура АТР в Тель-Авиве. В начале 1993 года в паре с братом он стал финалистом турнира АТР в Сиднее. На протяжении сезона они ещё дважды проигрывали в финалах — в Болонье и Токио, а в промежутке сенсационно выиграли Открытый чемпионат Франции. Эти результаты позволили им закончить сезон в ранге пятой пары в мире и попасть в чемпионат мира ATP — итоговый турнир года среди лидеров рейтинга. Там, однако, братья Дженсены проиграли все три своих встречи. За сезон Мерфи заработал более 250 тысяч долларов.
В следующие четыре года Люк и Мерфи Дженсены ещё семь раз выходили в финал турниров АТР, завоевав ещё три титула, в том числе на турнире класса ATP Championship Series в Вашингтоне в 1997 году. Эта победа стала последней за время их совместных выступлений. Мерфи продолжал выступать ещё несколько лет, но уже без существенных успехов. В отличие от остепенившегося брата он вёл беспорядочный образ жизни и пристрастился к алкоголю. В 1999 году ему пришлось обратиться за психологической помощью, что помогло ему на четыре года бросить пить. Последние регулярные выступления Дженсена в профессиональном туре пришлись на 2001 год, но за последние три сезона ему удалось выиграть лишь несколько матчей.

## Место в рейтинге в конце года
| Год              | 1991 | 1992 | 1993 | 1994 | 1995 | 1996 | 1997 | 1998 | 1999 | 2000 |
| ---------------- | ---- | ---- | ---- | ---- | ---- | ---- | ---- | ---- | ---- | ---- |
| Одиночный разряд | 696  | 742  | 806  |      | 1275 |      | 1281 | 1324 |      |      |
| Парный разряд    | 233  | 156  | 17   | 83   | 78   | 118  | 45   | 199  | 1231 | 295  |

## Финалы турниров АТР и Большого шлема за карьеру

### Мужской парный разряд (4-7)
| Легенда                       |
| ----------------------------- |
| Большой шлем (1)              |
| Чемпионат мира ATP (0)        |
| ATP Championship Series (1+1) |
| ATP World (2+6)               |

| Результат | №  | Дата             | Турнир                             | Покрытие | Партнёр     | Соперники в финале                 | Счёт в финале |
| --------- | -- | ---------------- | ---------------------------------- | -------- | ----------- | ---------------------------------- | ------------- |
| Поражение | 1. | 17 января 1993   | Сидней, Австралия                  | Хард     | Люк Дженсен | Сэндон Столл Джейсон Столтенберг   | 3-6, 4-6      |
| Поражение | 1. | 23 мая 1993      | Болонья, Италия                    | Грунт    | Люк Дженсен | Дани Виссер Лори Уордер            | 6-4, 4-6, 4-6 |
| Победа    | 2. | June 7, 1993     | Открытый чемпионат Франции, Париж  | Грунт    | Люк Дженсен | Марк-Кевин Гёлльнер Давид Приносил | 6-4, 6-7, 6-4 |
| Поражение | 2. | 17 октября 1993  | Токио, Япония                      | Ковёр(i) | Люк Дженсен | Патрик Гэлбрайт Грант Коннелл      | 3-6, 4-6      |
| Поражение | 3. | 27 февраля 1994  | Открытый чемпионат Мексики, Мехико | Грунт    | Люк Дженсен | Франсиско Монтана Брайан Шелтон    | 3-6, 4-6      |
| Поражение | 4. | 18 сентября 1994 | Богота, Колумбия                   | Грунт    | Люк Дженсен | Даниэль Нестор Марк Ноулз          | 4-6, 6-7      |
| Победа    | 3. | 25 июня 1995     | Ноттингем, Великобритания          | Трава    | Люк Дженсен | Дани Виссер Патрик Гэлбрайт        | 6-3, 5-7, 6-4 |
| Победа    | 4. | 25 августа 1996  | Лонг-Айленд, США                   | Хард     | Люк Дженсен | Александр Волков Хендрик Дреекман  | 6-3, 7-6      |
| Поражение | 5. | 11 мая 1997      | Корал-Спрингз, США                 | Грунт    | Люк Дженсен | Грег ван Эмбург Дейв Рэндолл       | 7-6, 2-6, 6-7 |
| Поражение | 6. | 25 мая 1997      | Санкт-Пёльтен, Австрия             | Грунт    | Люк Дженсен | Келли Джонс Скотт Мелвилл          | 2-6, 6-7      |
| Победа    | 7. | 20 июля 1997     | Вашингтон, США                     | Хард     | Люк Дженсен | Фернон Вибьер Невилл Годвин        | 6-4, 6-4      |

## После завершения выступлений
После долгого периода воздержания Дженсен снова запил. Кризис продолжался до 2006 года, когда Дженсен вернулся к трезвому образу жизни, позже став одним из его ведущих пропагандистов. Заработав за годы выступлений и алкогольной зависимости чуть менее 700 тысяч долларов, он за это же время и последующий период алкогольной зависимости задолжал штатам Джорджия и Калифорния и федеральному правительству США налогов более чем на миллион долларов, в 2009 году объявив себя банкротом.
Несмотря на личные проблемы, Дженсен после окончания игровой карьеры продолжал работать в сферах, связанных с теннисом. Он вёл передачу «Открытый доступ» на Tennis Channel и на протяжении 20 лет тренировал клубы в профессиональной теннисной лиге World TeamTennis. С 2009 года Дженсен на протяжении десяти лет был главным тренером команды WTT «Вашингтон Каслс», в первый же свой сезон с ней завоевав чемпионский титул, а в дальнейшем доведя их число до шести (в том числе пять раз подряд выиграв лигу в 2011—2015 годах). Под его руководством «Каслс» в июле 2013 года побили рекорд по количеству одержанных подряд побед в главных профессиональных лигах США, одержав 34 победы на протяжении сезонов 2011, 2012 и 2013 годов (первые два из них закончив со стопроцентным результатом). С 2011 по 2013 год Дженсен три раза подряд признавался тренером года WTT.
В 2016 году Дженсен стал одним из основателей компании-стартапа WEConnect, специализирующуюся на здравоохранительных технологиях. Среди проектов компании — мобильное приложение, задачей которого является поддержка людей в процессе избавления от алкогольной или наркотической зависимости.